# Michal Sersen
Michal Sersen (Gelnica, 28 dicembre 1985) è un hockeista su ghiaccio slovacco.

## Palmarès

### Mondiali
- 1 medaglia:
  - 1 argento (Finlandia/Svezia 2012)